# Polojski Varoš
Polojski Varoš – wieś w Chorwacji, w żupanii karlowackiej, w gminie Cetingrad. W 2011 roku liczyła 42 mieszkańców.